# Géométrie elliptique

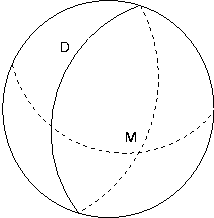
Il n'existe aucune droite passant par le point M et parallèle à la droite D.

Une géométrie elliptique est une géométrie non euclidienne. Les axiomes sont identiques à ceux de la géométrie euclidienne à l'exception de l'axiome des parallèles : en géométrie elliptique, étant donné une droite et un point extérieur à cette droite, il n'existe aucune droite parallèle à cette droite passant par ce point. Il est équivalent de dire que la somme des angles d'un triangle est toujours supérieure à 180°.
En fait Giovanni Girolamo Saccheri avait démontré en 1733 que ce résultat est incompatible avec les quatre premiers postulats d'Euclide; la géométrie elliptique doit donc modifier un autre axiome (qui restait implicite dans l'œuvre d'Euclide) stipulant que si trois points sont alignés alors l'un de ces points est entre les deux autres. L'inexistence des parallèles peut alors être déduite de la négation de cet axiome.  La géométrie elliptique n'est donc pas une géométrie absolue. 
La géométrie sphérique est un modèle important de géométrie elliptique.